# Belén Écija
Belén Écija Rueda (Madrid, 29 de septiembre de 1994) es una actriz y dramaturga española conocida por su papel en la serie de ficción La valla y por dar vida a Ainhoa Arminza en la serie diaria 4 estrellas.

## Biografía
Belén Écija nació en el seno de una familia dedicada a las artes. Es la hija mayor del productor y director Daniel Écija y de la actriz y presentadora Belén Rueda. 
Comenzó a estudiar Comunicación audiovisual, al mismo tiempo que tomaba clases de interpretación en Estudio Corazza y en la escuela de Raquel Pérez. Pasó un año en el Iona College de Nueva York con el objetivo de mejorar su dominio del inglés, a la par que siguió formándose en voz, canto y guion.

## Carrera
La actriz dio sus primeros pasos en el mundo del teatro, como actriz y dramaturga en #LaIra, pero fue su participación en la serie La valla (Netflix) con el personaje de Daniela, cuando su carrera despuntó. Luego, actuó en Madres. Amor y vida (Prime Video), serie producida por Alea Media y en la que dio vida a Almu, una cirujana rebelde y carismática. 
En 2023 interpretó al personaje Llanos Herrero en Entre tierras (Antena 3). Desde ese mismo año, da vida a la chef Ainhoa Arminza, en la serie diaria 4 estrellas, producida por The Good Mood y transmitida por La 1 de Televisión Española y RTVE Play. 

## Filmografía

### Series de televisión
| Año         | Título              | Cadena                  | Personaje           | Notas         |
| ----------- | ------------------- | ----------------------- | ------------------- | ------------- |
| 2020        | La valla            | Antena 3                | Daniela Covarrubias | 13 episodios  |
| 2021 - 2022 | Madres. Amor y vida | Prime Video / Telecinco | Almudena Cobos      | 9 episodios   |
| 2023        | Entre tierras       | Atresplayer / Antena 3  | Llanos Herrero      | 1 episodio    |
| 2023 - 2024 | 4 estrellas         | La 1                    | Ainhoa Arminza      | 250 episodios |